# Georg von Sodenstern
Georg von Sodenstern (Kassel, 15 novembre 1889 – Francoforte sul Meno, 20 luglio 1955) è stato un generale tedesco durante la seconda guerra mondiale.

## Biografia

### Prima guerra mondiale
Georg von Sodenstern nacque a Kassel il 15 novembre 1889. Dopo l'addestramento da cadetto, si unì all'esercito reale prussiano come guardiamarina il 13 marzo 1909, con il 3. Oberschlesisches Infanterie-Regiment Nr. 62, con il quale fu promosso tenente il 27 gennaio 1910. All'inizio della prima guerra mondiale era ancora con il suo reggimento, dove fu promosso primo tenente il 25 febbraio 1915; durante il corso della guerra gli furono conferite entrambe le Croci di Ferro e fu anche promosso capitano il 18 agosto 1917.

### Periodo interbellico
Dopo la guerra fu accettato come capitano dell'Reichswehr, nel Reichswehr-Infanterie-Regiment 27, nella primavera del 1920, per poi passare al 6. Infanterie-Regiment, dove fu nominato comandante della compagnia. Nella primavera del 1924 passò a far parte dello stato maggiore del Gruppenkommando 2 a Kassel e nel 1925 a dello stato maggiore dell'Infanterieführer III a Potsdam. Fu poi trasferito al Ministero del Reichswehr a Berlino, dove fu assegnato nella primavera del 1926 all'Heeres-Organisationsabteilung (T 2) e dal 1927 lavorò per alcuni anni direttamente presso il Truppenamt (TA). Il 1° febbraio 1928 fu promosso maggiore e nell'autunno del 1930 passò nuovamente all'Heeres-Organisationsabteilung (T 2). Un anno dopo fu nominato aiutante del capo del Truppenamt (TA), come tale, fu promosso tenente colonnello il 1° ottobre 1932. Il 1° ottobre 1933 fu nominato capo del Heeres-Organisationsabteilung (T 2) e come tale fu promosso Colonnello. Il 15 ottobre 1935, dopo l'espansione della Reichswehr nella Wehrmacht, fu nominato comandante del nuovo Infanterie-Regiment 65, a Delmenhorst. Il 1° agosto 1937 divenne Capo di Stato Maggiore dell'VI. Armeekorps, a Münster. Il 1 marzo 1938 fu promosso Generalmajor ed il 1º dicembre 1938 fu nominato capo di stato maggiore Gruppenkommando 2 a Kassel.

### Seconda guerra mondiale
Durante la mobilitazione per la guerra fu nominato Capo di Stato Maggiore Generale dell'Heeresgruppe C. Il 1° febbraio 1940 fu promosso a Generalleutnant ed il 6 febbraio 1940 fu nominato capo di stato maggiore dell'Heeresgruppe A. Nella campagna di Francia gli furono assegnati entrambe le fibbie delle Croci di Ferro ed il 19 luglio 1940 gli fu conferita la Croce di Cavaliere della Croce di Ferro. Come tale fu promosso General der Infanterie, il 1° agosto 1940. Prima dell'operazione Barbarossa, fu nominato capo di stato maggiore del gruppo dell'Heeresgruppe Süd, con cui fu poi partecipò all'operazione. Fu poi nominato Capo di Stato Maggiore Generale dell'Heeresgruppe B. Il 2 gennaio 1943 gli venne conferita la Croce d'oro tedesca. All'inizio di luglio 1943 fu sostituito e trasferito nella riserva. Nell'agosto 1943 fu nominato comandante in capo della 19. Armee e fu poi responsabile delle contromisure tedesche quando l'Italia lasciò la guerra, tuttavia lasciò il compito nel giugno 1944, quando si ritirò dal servizio attivo nella Wehrmacht. Morì il 20 luglio 1955 a Francoforte sul Meno.